# Preporučene dnevne količine
Preporučene dnevne količine ili RDA (od engl. Recommended Dietary Allowances) vitamina i minerala, s obzirom na spol, godine i stanje (trudnoća, period laktacije itd.)
U mnogim zemljama svijeta znanstvene udruge periodično procjenjuju potrebe stanovništva za pojedinim vitaminima i mineralima. Kvaliteta vitaminskih i mineralnih proizvoda koji se prodaju kao hrana ili kao lijekovi je pod stalnom kontrolom FDA (Food and Drug Administration). Tako se primjerice u SAD-u već od 1941. godine propisuje RDA. One predstavljaju razinu dnevnog unosa vitamina ili minerala, dovoljnu za zadovoljenje potreba gotovo svih zdravih pojedinaca (97 – 98 %) određene životne dobi. Od tada se te vrijednosti periodički mijenjaju u skladu s novim saznanjima i pod stalnom su kontrolom udruga koje se brinu o zdravlju.
Količine unosa vitamina se danas obično izražava ili u internacionalnim jedinicama (i.j.) ili u miligramima (mg) odnosno mikrogramima (μg).